# Celastrus virens
Celastrus virens är en benvedsväxtart som först beskrevs av Wang och Tang, och fick sitt nu gällande namn av Ching Yung Cheng och T. C. Kao. Celastrus virens ingår i släktet Celastrus och familjen Celastraceae. Inga underarter finns listade.